# Piotr Bławicki
Piotr Bławicki – polski fotograf, reportażysta.

## Życiorys
Jest absolwentem Wydziału Dziennikarstwa Uniwersytetu Śląskiego. Publikował m.in. w Gazecie Wyborczej, Dzienniku Śląskim, Expressie Wieczornym i Super Expressie (w tym ostatnim czasopiśmie pracował na etacie przez dwanaście lat i był kierownikiem działu fotograficznego). Obecnie współpracuje jako freelancer z agencją fotograficzną East News. Jego zdjęcia pokazywały w tym czasie m.in. takie publikatory jak Polityka, Wprost, Newsweek, Przekrój, Dziennik Gazeta Prawna, Rzeczpospolita, Gazeta Wyborcza, Show, Sukces, Gala, Viva, Tele Tydzień, Elle, Pani, Twój Styl, Na Żywo, Claudia, Onet, TVN24.pl, Interia i Wirtualna Polska.
Specjalizuje się w fotografii reporterskiej, studyjnej, portretowej i sportowej. Pracuje na planach filmowych wykonując fotosy na dla producentów oraz na cele promocyjne. Fotografował na festiwalach, koncertach i galach, m.in. na Telekamerach, Kryształowym Zwierciadle, Fryderykach i innych.

## Nagrody
Zdobył m.in. następujące wyróżnienia:
- Grand Press Photo 2016 (zdjęcie finałowe w kategorii Sport – zdjęcia pojedyncze),
- Nagroda Specjalna Banku Zachodniego w konkursie BZ WBK Press Foto w 2015,
- 1. miejsce w konkursie Grand Press Photo w 2014 (kategoria Ludzie – fotoreportaż z pogrzebu żołnierza sił specjalnych),
- 1. miejsce w konkursie Polskiej Fotografii Prasowej w 2001 w kategorii Zdjęcia Sportowe Pojedyncze,
- 1. miejsce za fotoreportaż w konkursie Newsreportaż w 2002 w kategorii Wydarzenia,
- 3. miejsce za fotoreportaż w konkursie Newsreportaż  w 2002 w kategorii Wydarzenia,
- 3. miejsce w konkursie Polskiej Fotografii Prasowej Banku Zachodniego WBK w 2005 w kategorii Zdjęcia Sportowe Pojedyncze,
- udział w finale konkursu Grand Press Photo w latach 2007 i 2008[3][1].